# Sarao Point
Der Sarao Point ist ein 1700 m hoher und in seiner Fläche 10 m² großer Felsvorsprung im ostantarktischen Viktorialand. In der Deep Freeze Range ragt er einige Meter aus dem Tourmaline-Plateau heraus.
Entdeckt wurde er im Januar 1990 durch die italienischen Wissenschaftler Robert Sarao und Claudio Giudici. Ersterer ist seit 1997 Namensgeber der Formation, auf der er bei Arbeiten während einer von 1993 bis 1994 durchgeführten Expedition verunglückt war.